# Flevo Phantoms
I Flevo Phantoms sono una squadra di football americano di Almere, nei Paesi Bassi, fondata nel 1997.
La squadra maschile gioca in Eerste Divisie (campionato di secondo livello), mentre la femminile - denominata Flevo Foxes - gioca la Queen's Football League.

## Dettaglio stagioni

### Tornei nazionali

#### Campionato

##### Eredivisie
| Stagione | regular season | regular season | regular season | regular season | regular season | regular season | playoff | playoff | playoff | playoff | playoff | playoff   | playoff    |
|          | Vin            | Par            | Per            | Tot            | PF             | PS             | Vin     | Per     | Tot     | PF      | PS      | risultato | avversaria |
| -------- | -------------- | -------------- | -------------- | -------------- | -------------- | -------------- | ------- | ------- | ------- | ------- | ------- | --------- | ---------- |
| 2019     | 2              | 0              | 8              | 10             | 140            | 322            | -       | -       | -       | -       | -       | -         | -          |
| Totale   | 2              | 0              | 8              | 10             | 140            | 322            | -       | -       | -       | -       | -       |           |            |

Fonti: Enciclopedia del Football - A cura di Roberto Mezzetti

##### QFL
| Stagione | regular season | regular season | regular season | regular season | regular season | regular season | playoff | playoff | playoff | playoff | playoff | playoff             | playoff    |
|          | Vin            | Par            | Per            | Tot            | PF             | PS             | Vin     | Per     | Tot     | PF      | PS      | risultato           | avversaria |
| -------- | -------------- | -------------- | -------------- | -------------- | -------------- | -------------- | ------- | ------- | ------- | ------- | ------- | ------------------- | ---------- |
| 2018     | 0              | 0              | 1              | 1              | 0              | 20             | -       | -       | -       | -       | -       | Stagione interrotta | -          |
| Totale   | 0              | 0              | 1              | 1              | 0              | 20             | -       | -       | -       | -       | -       |                     |            |

Fonti: Enciclopedia del Football - A cura di Roberto Mezzetti

##### Eerste Divisie
| Stagione | regular season | regular season | regular season | regular season | regular season | regular season | playoff | playoff | playoff | playoff | playoff | playoff    | playoff                |
|          | Vin            | Par            | Per            | Tot            | PF             | PS             | Vin     | Per     | Tot     | PF      | PS      | risultato  | avversaria             |
| -------- | -------------- | -------------- | -------------- | -------------- | -------------- | -------------- | ------- | ------- | ------- | ------- | ------- | ---------- | ---------------------- |
| 2017     | 6              | 0              | 2              | 8              | 298            | 47             | 0       | 1       | 1       | 22      | 26      | Semifinale | Den Haag Raiders '99   |
| 2018     | 8              | 0              | 2              | 10             | 240            | 128            | 0       | 1       | 1       | 13      | 33      | Semifinale | Amsterdam Crusaders II |
| Totale   | 14             | 0              | 4              | 18             | 538            | 175            | 0       | 2       | 2       | 35      | 59      |            |                        |

Fonti: Enciclopedia del Football - A cura di Roberto Mezzetti

### Riepilogo fasi finali disputate
| Anno              | Luogo | Evento         | Fase del torneo | Incontro                                | Risultato |
| 18 giugno 2017    |       | Eerste Divisie | Semifinale      | Den Haag Raiders '99 - Flevo Phantoms   | 26 - 22   |
| 23-24 giugno 2018 |       | Eerste Divisie | Semifinale      | Amsterdam Crusaders II - Flevo Phantoms | 33 - 13   |